# Микрюков, Евгений Афанасьевич
Евгений Афанасьевич Микрюков — советский хозяйственный деятель, Герой Социалистического Труда.

## Биография
Родился в 1911 году в Зуевке. Член КПСС.
Окончил курс войсковой школы в/ч 1428 железнодорожных войск.
В 1923—1933 — ученик слесаря, слесарь, помощник машиниста депо Зуевка Пермской железной дороги.
В 1933—1935 — военнослужащий РККА.
В 1935—1966 — машинист паровозного депо Куйбышевка-Восточная, депо Белогорск Амурской железной дороги.
Указом Президиума Верховного Совета СССР от 1 августа 1959 года присвоено звание Героя Социалистического Труда с вручением ордена Ленина и золотой медали «Серп и Молот».
Делегат XXII съезда КПСС.
Умер в 2003 году в Белогорске.

## Награды и звания
- Герой Социалистического Труда (01.08.1959)
- Орден Ленина (01.08.1959)